# Brosville
Brosville är en kommun i departementet Eure i regionen Normandie i norra Frankrike. Kommunen ligger i kantonen Évreux-Nord som tillhör arrondissementet Évreux. År 2022 hade Brosville 647 invånare.

## Befolkningsutveckling
Antalet invånare i kommunen Brosville
Referens:INSEE